# Phaeopappus scleroblepharus
Phaeopappus scleroblepharus là một loài thực vật có hoa trong họ Cúc. Loài này được Freyn miêu tả khoa học đầu tiên.